# 草屯惠德宮
23°58′35″N 120°41′00″E / 23.976432°N 120.683303°E
草屯惠德宮，是位於臺灣南投縣草屯鎮、鸞堂信仰的關帝廟，為南投縣政府舉行釋奠場所之一。

## 沿革
1947年，經由霧峰草湖贊生堂及鸞友的協助，在現今廟址供奉關聖帝君。次年信徒劉三華籌建土角小亭，取廟名「惠德」。1952年，李林玉捐地二十七坪，後王添賜等人又捐地建廟，廟地增加為七十一坪，並於1965年破土動工。
廟改建耗資兩百餘萬元，1970年1月14日完工，由縣長林洋港剪綵。以王添賜當時任管理委員會主任委員，之後由簡枝繼任。
今址為草屯鎮太平路二段287號，草屯公車站旁。

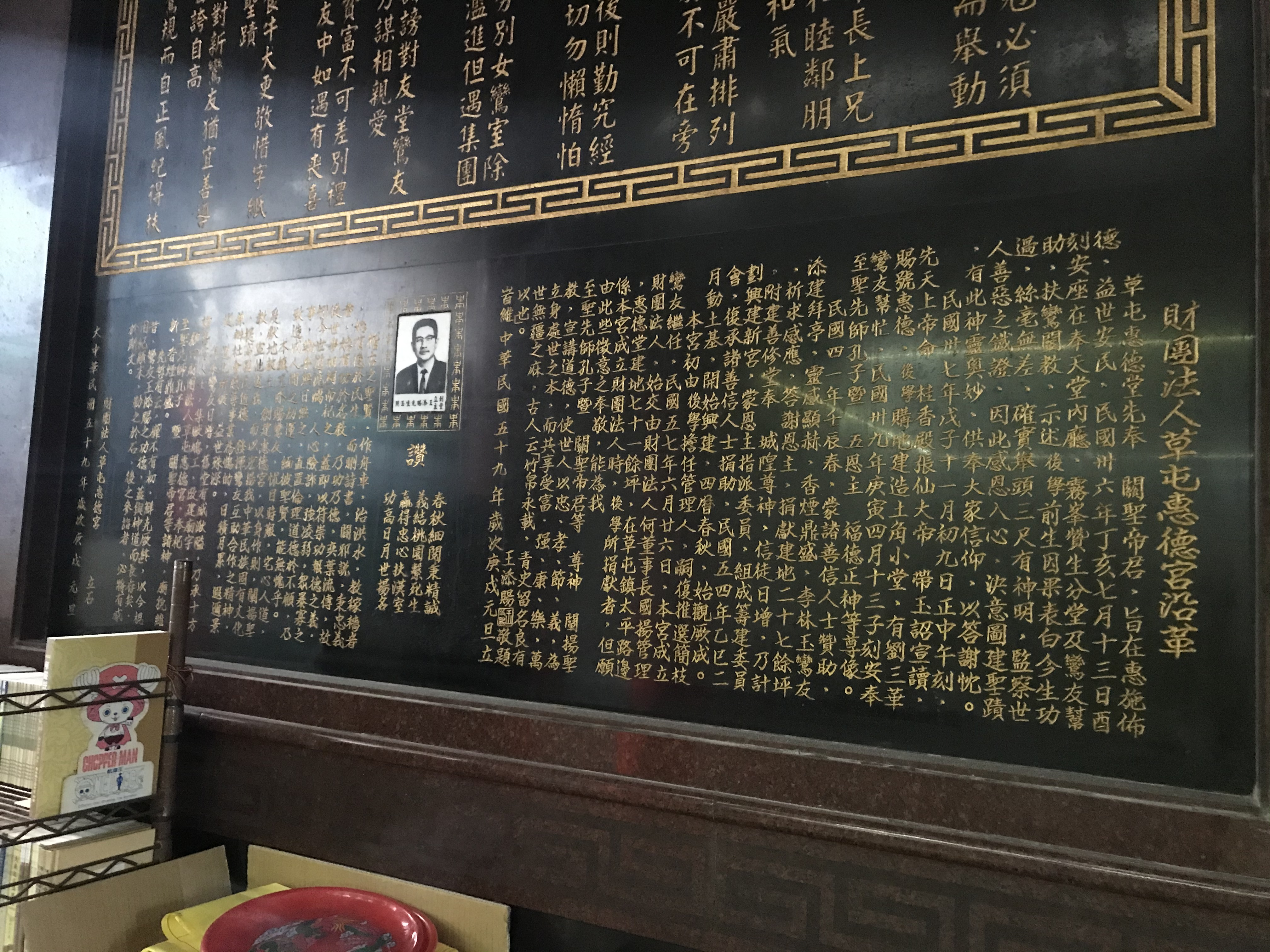
沿革

## 選舉
此廟位於草屯鎮最繁榮之主幹道上，對面就是彰化客運草屯站、第一銀行草屯分行。因地利之便、人潮容易聚集，加上腹地寬廣，廟埕遂成為各級候選人進行選戰的場所。立委參選人張春男1980年11月22日於廟前演講，諷喻臺灣人為肉雞，在國民黨獨裁統治下生活，而被移送法辦。曾住廟旁的吳敦義第一次參選縣長，也在此披掛上陣。2012年1月10日，草屯十五名里長對此宮關帝爺神像面前斬雞頭，以發誓沒有賄選。

## 祭祀
至聖先師神像是1950年供奉。南投縣政府會在此廟、埔里鎮昭平宮育化堂、魚池鄉日月潭文武廟輪流舉行釋奠，如2013年輪到惠德宮，由草屯國小學生擔任佾生、草屯國中學生擔任唱生。
祭祀的城隍爺是1957年從台中市城隍廟分靈，以農曆六月十五日為聖誕。但惠德宮信徒有到新竹都城隍廟學科儀，遂與新竹較常往來。如1983年7月5日，惠德宮到新竹城隍廟進香的就有上千人，車輛達二十多輛，新竹市民表示已多年未看到這麼龐大的進香團。

## 外部連結
- 维基共享资源上的相關多媒體資源：草屯惠德宮